# Fannia setigena
Fannia setigena är en tvåvingeart som beskrevs av Villeneuve 1916. Fannia setigena ingår i släktet Fannia och familjen takdansflugor. Inga underarter finns listade i Catalogue of Life.